# Deutscher Verein für Gesundheitspflege
Der Deutsche Verein für Gesundheitspflege e.V. (DVG) wurde 1899 als Dachorganisation und Trägerverein für Gesundheitsinstitute der deutschen Siebenten-Tags-Adventisten gegründet und ist einer der ältesten deutschen Vereine zur Gesundheitsförderung.

## Geschichte

### Gründung

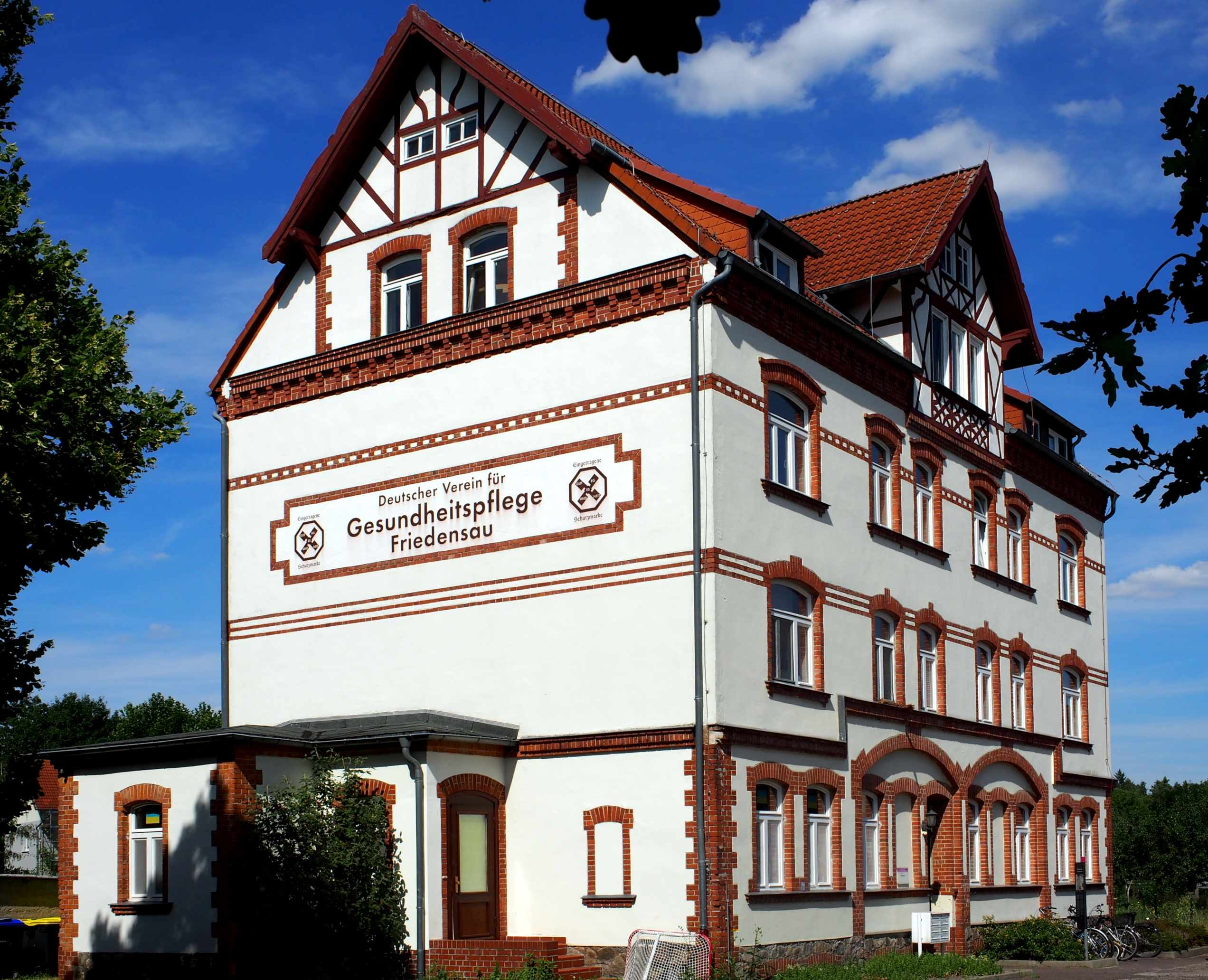
Gebäudeanschrift in Friedensau, wo der Deutsche Verein für Gesundheitspflege 1899 gegründet wurde.

Der Gründungsbeschluss des Deutschen Vereins für Gesundheitspflege e.V. erfolgte im Juli 1899 in Friedensau bei Magdeburg, und am 8. Januar 1900 wurde er in das Vereinsregister des Königlichen Amtsgerichts Loburg eingetragen. Zu den Gründungsmitgliedern des DVG gehörten Ludwig Richard Conradi und der deutsch-amerikanische Arzt Andrew J. Hones, der erste Leiter des Sanatoriums Friedensau.
Der historische Satzungszweck lautete:

„Der Zweck des Vereins ist, durch Errichtung und Betrieb von Heilanstalten und ärztlichen Hilfsstationen, durch Herausgabe geeigneter Literatur, sowie durch die Herstellung und Vertrieb gesundheitlicher Nahrungsmittel usw. die Gesundheit des Volkes zu bessern und auf dem Gebiet der allgemeinen Gesundheitspflege aufklärend zu wirken.“

Anfangs erschienen die Vereinsmitteilungen in der Zeitschrift Gute Gesundheit, die von der Internationalen Traktatgesellschaft in Hamburg herausgegeben wurde.

### Industrie- und Missionsschule Friedensau
Ausschlaggebend für die Vereinsgründung war die geplante Errichtung einer sogenannten Industrie- und Missionsschule in Friedensau, einer Institution mit ganzheitlichem pädagogischen Ansatz, die praktische Ausbildung mit Verdienstmöglichkeiten verbinden sollte. Dazu wurden Arbeitsmöglichkeiten in einer Bäckerei, Tischlerei, Gärtnerei, Dampfwäscherei, Seifenfabrik, Desinfektionshaus und Landwirtschaft angeboten.
1933 wurden die Siebenten-Tags-Adventisten verboten, was zur Einstellung der theologischen Ausbildung führte; es blieben nur die kaufmännischen und hauswirtschaftlichen Lehrgänge erhalten. 1940 ordnete das Reichsministerium für Wissenschaft, Erziehung und Volksbildung die Schließung bis Ostern an, diese Frist verstrich ohne jegliche Reaktion.  Im Mai 1943 kündigte die Regierung die Übernahme Friedensaus an, um eine staatliche Heimschule einzurichten. Der DVG widersetzte sich und erklärte, Friedensau nicht zu übergeben, da es von große Bedeutung über Deutschland hinaus sei. Im August 1943 beschlagnahmte die Wehrmacht das Institut, stellte den Lehrbetrieb ein und nutzte Friedensau als Lazarett. Nach dem Krieg wurde der Lehrbetrieb 1947 wieder aufgenommen, jedoch nicht mehr unter Trägerschaft des DVG, sondern als kirchliche Institution unter Anerkennung durch Erhard Hübner, Ministerpräsident von Sachsen-Anhalt. Durch diese Anerkennung fiel das Grundstück nicht unter die Bodenreform und blieb erhalten. Heute ist das Bildungsinstitut die Theologische Hochschule Friedensau.

### Sanatorium Friedensau und Krankenhaus Waldfriede in Berlin
1900 begann der erste Krankenpflegekurs in Friedensau unter der Trägerschaft des DVG. 1901 wurde das Sanatorium Friedensau mit 30 Betten gegründet, in dem natürlichen Behandlungsmethoden mit Licht, Luft und Wasser angewandt wurden. Es verfügte über einen Wintergarten, Schwimmbad, Luft- und Freibad sowie Operationsräume.
1907 übernahm Erich Meyer von Andrew Hones die Leitung des Sanatoriums Friedensau und des Krankenpflegekurses.
Am 3. Oktober 1919 erwarb der DVG das Waldsanatorium Zehlendorf-West in Berlin und stellte es unter die Leitung des jungen Arztes Louis Eugen Conradi, Sohn von Ludwig Richard Conradi.
Fast das gesamte Personal des Sanatoriums Friedensau wechselte in den folgenden Jahren nach Berlin. 1922 wurde auch die Krankenpflegeausbildung nach Berlin verlegt, und das Sanatorium in Friedensau wurde ab 1922 als Erholungsheim weitergeführt.
1923 wurde das Berliner Institut in Krankenhaus Waldfriede umbenannt. Obwohl das Krankenhaus 1935 aus dem DVG ausschied und unter eigener Trägerschaft des Vereins Krankenhaus Waldfriede e.V. geführt wurde, besteht weiterhin eine Zusammenarbeit mit dem DVG, insbesondere durch einige Einrichtungen des Krankenhauses wie das Gesundheitszentrum PrimaVita oder das Desert Flower Center Waldfriede, das Frauen medizinische Hilfe und psychosoziale Betreuung nach Genitalverstümmelung bietet.

### Berufsverband für Pflegepersonen – Friedensauer Schwesternschaft
Zeitgleich mit der Gründung des Friedensauer Sanatoriums gründete der DVG 1901 auf Veranlassung von Erich Meyer einen Berufsverband für Pflegepersonen, die Friedensauer Schwesternschaft. Ziel war es, jungen Frauen durch eine medizinisch fundierte Ausbildung in der Krankenpflege eine selbständige berufliche Tätigkeit zu ermöglichen, was bis dahin nicht weit verbreitet war. Der Berufsverband wuchs, wurde einflussreicher und entsandte ab den 1920er Jahren Krankenschwestern in die ganze Welt. Unter ihnen waren Maria Trompeter und Dorothea Ising, die als Kinderkrankenschwestern und -pflegerinnen in Jordanien am Königshof tätig waren und für die Erziehung und Betreuung des späteren Königs Hussein I verantwortlich waren.
Während der Zeit des Nationalsozialismus konnte die Tätigkeit der Krankenschwestern und deren Schwesternheime fortgesetzt werden. Trotzdem musste man auf Druck des Gaufachberaters in Kirchenfragen, Friedrich Coch, zwei Schwesternheime in Sachsen schließen und deren Belegschaft entlassen.
1957 wurde das Gebäude des ehemaligen Sanatoriums in Friedensau zum Mutterhaus der Friedensauer Schwesternschaft umgewandelt.
Seit 2008 ist die Stelle der Oberin in der Schwesternschaft unbesetzt. Die Schwesternschaft ist bis heute als rechtlich unselbstständiger Berufsverband für Pflegeberufe Mitglied im Deutschen Verein für Gesundheitspflege.

### DE-VAU-GE-Gesundkostwerkfabrik
Im Juli 1902 besuchte John Harvey Kellogg, Erfinder der Cornflakes, das Sanatorium in Friedensau und empfahl den Bau einer Nahrungsmittelfabrik. Diese wurde 1905 als DE-VAU-GE Gesundkostwerk Deutschland GmbH in Friedensau eingeweiht und stellte als erstes deutsches Werk Getreideknusperflocken her, dazu kamen Nussbutter, Pflanzenmargarine und Säuglingsnahrung.
1914 erfolgte der Umzug der Fabrik nach Hamburg zur Expansion. Die freigewordenen Räumlichkeiten in Friedensau wurden bis in die 1970er Jahre als Bäckerei genutzt.
1933 forderten die Machthaber des Dritten Reiches, dass Margarine tierische Fette enthalten sollte. Aus Prinzip stellte man die Margarineherstellung ein, trotz erheblicher Umsatzeinbußen. In den folgenden Jahren führten Rohstoffmangel und die Übernahme der Bäckerei durch die Wehrmacht zu weiteren Einschränkungen. Auch der Rest der Fabrik sollte beschlagnahmt werden, da es als Kircheneigentum galt. Dies geschah jedoch nicht, da ein Großteil der Fabrik 1943 zerstört wurde. Zwar konnte sie bis Juli 1944 wiederhergestellt werden, doch vor der Wiederinbetriebnahme wurde am 20. Juli 1944 die gesamte Fabrik vollständig zerstört und erst nach 1945 wieder aufgebaut.
In den Nachkriegsjahren erholte sich die Firma in Hamburg und zog im Juni 1976 nach Lüneburg um, und errichtete 1998 ein weiteres Werk in Tangermünde bei Stendal.
Das Sortiment umfasste nun den heutigen Markenkern von Müsli, Frühstücksflocken, Obstriegeln und Sojamilch. Zeitweise wurden auch Nahrungsergänzungsmittel, Frucht- und Gemüsesäfte, Honig, Margarine, Öle, Reiswaffeln und Sojaprodukte hergestellt. Besonders bekannt wurden die damals zum DE-VAU-GE gehörenden Reformhausmarken GranoVita (ab 1965) und Eden (ab 1999). In den frühen 1990er-Jahren wandelte sich der Betrieb zu einem Fertigungsbetrieb für den Lebensmitteleinzelhandel und Discounter, beispielsweise wurde Knusperone, eine Eigenmarken von Aldi Süd hergestellt.
2007 wurden One Equity Partners als Investoren an Bord geholt, um eine Expansion ins Ausland zu finanzieren. Anfang 2009 übernahm der, auch zu One Equity Partners gehörende, französische Konkurrent Dailycer die Werke in Lüneburg und Tangermünde und wurde dadurch kurzzeitig zum europäischen Marktführer für die Herstellung von Frühstückscerealien. Die Dailycer-Gruppe meldete jedoch 2012 Insolvenz für die beiden Werke an.
Die Traditionsmarken GranoVita und Eden sollten ab 2008 eigenständig in der Bioherba-Gruppe weitergeführt werden, wurden aber 2014 an die Heirler Cenovis, ein Tochterunternehmen von Hügli verkauft. Bioherba ist unabhängig vom DVG Eigentum der Siebenten-Tags-Adventisten und wird auf inter-europäischer Ebene verwaltet. Zu Bioherba gehören aktuell die Marken Bergland (Naturkosmetik) und Linusit (Leinsamenprodukte), sowie die Marke Hallo Naturversand für den Direktverkauf und Versand dieser Produkte.
2013 kauften der ehemalige Geschäftsführer Michael Makowski und sein Sohn Andreas Makowski die insolventen Werke zurück und gründeten die DE-VAU-GE Gesundkostwerke erneut, sodass diese heute als Familienunternehmen weiter bestehen. DE-VAU-GE beschäftigt in den beiden Werken fast 900 Mitarbeiter und gilt als bedeutendster Handelsmarkenhersteller für Frühstückscerealien in Deutschland. 99 % der Produktion sind Eigenmarken großer Handelshäuser, teilweise auch für den Export nach Australien, Großbritannien und in die USA.

### Seifenfabrik
Im Rahmen der Industrieschule in Friedensau gründete der Deutsche Verein für Gesundheitspflege um 1905 auch eine Seifenfabrik, in der die Schüler arbeiten und lernen konnten. Die Seifen wurden unter dem Label DE-VAU-GE vertrieben. Nach dem Zweiten Weltkrieg wurden Produktion und Vertrieb nicht wieder aufgenommen.

### Weitere Institute und organisatorische Entwicklung
1907 gründete der DVG ein Altenheim in Friedensau, das heute Platz für bis zu 122 pflegebedürftige Menschen bietet. Die Einrichtung umfasst ein Bewegungsbad mit Therapiebecken, Wellness- und Sportbereich. Weitere Gründungen des DVG sind das 1920 eröffnete Kurhaus Wittelsbach in Bad Aibling, heute Seniorenheim Haus Wittelsbach, und das 1999 gegründete DVG Bildungszentrum in Gunzenhausen, Bayern.
Aufgrund der Teilung Deutschlands wurde der Deutsche Verein für Gesundheitspflege 1967 neu in das Vereinsregister beim Amtsgericht Darmstadt eingetragen. 1988 wurde die DVG-Zentralstelle in Ostfildern bei Stuttgart gegründet. Seit 2021 befindet sich der Vereinssitz in Berlin-Charlottenburg, während die Verwaltungsstelle weiterhin in Ostfildern ansässig ist.

### Publikationen
Eine bedeutende Publikation des DVG ist der 1968 veröffentlichte Fünf-Tage-Plan zur Raucherentwöhnung, das erste deutschsprachige, wissenschaftlich fundierte Programm zur Raucherentwöhnung. 1994 folgte das Buch Endlich Frei als Erweiterung und Anpassung an aktuelle wissenschaftliche Erkenntnisse.
Der DVG hat zahlreiche Veröffentlichungen zur vollwertigen und vegetarischen Ernährung sowie zu anderen Themen der der Gesundheitserziehung herausgebracht, darunter Die Haus-Apotheke nebst Anleitung über erste Hilfe bei Unglücksfällen (E.Meyer, A.Teichmann, 1936), Die Fleischlose Küche für gesunde und Kranke (Kurt Klein, 1935), Praktische Diätfibel für Übergewichtige und Fettsüchtige und Das große Handbuch der vegetarischen Vollwert-Ernährung (Martha & Heinrich Fresen, 1991)
Von 1969 bis 1997 veranstaltet der DVG regelmäßig Ärztetagungen. Seit 1997 wird daraus der DVG-Gesundheitskongress, der seitdem alle 5 Jahre stattfindet und offen für alle Gesundheitsinteressierten ist. Seit 1970 bietet der DVG ein Ausbildungsprogramm zum Gesundheitsberater an.

## Heutiger Schwerpunkt: Prävention

### DVG-Gesundheits-Expo
Die DVG-Gesundheits-Expo ist eine Art Gesundheitsmesse, die meist an öffentlichen Orten wie Schulen, Universitäten oder Einkaufszentren stattfindet. An 12 Ständen können die Teilnehmer ihren Gesundheitszustand überprüfen und erhalten Ratschläge für präventive Maßnahmen, um ihre Lebensqualität und Lebenserwartung zu verbessern. Angeboten werden Herz-Risikotests mit Cholesterin-, Blutzucker-, Puls- und Blutdruckmessungen, Körperfettmessungen, Fitnesstests, Lungenfunktionstests, Raucherberatung, biologische Altersbestimmung, Stresstests, Schulter-Nacken-Massagen und Beratungen.
Die Kinder-Gesundheits-Expo ist ein ähnliches, vereinfachtes Konzept, bei dem Kinder im Alter von 6 bis 11 Jahren spielerisch die gesundheitlichen Aspekte von Ernährung, Bewegung, Wasser, Sonne, Achtsamkeit, Luft, Ruhe und Vertrauen kennenlernen.

### DVG-Kurse & Ausbildung
Der Deutsche Verein für Gesundheitspflege bietet verschiedene Ausbildungsprogramme und Kurse an, darunter die Ausbildung zum Berater für ganzheitliche Gesundheit, einen zehnwöchigen Online-Fitnesskurs, vegetarische Kochvideos und Studienbriefe zur ganzheitlichen Gesundheit.

### DVG-Netzwerk
Der DVG verfügt über ein bundesweites Netzwerk von Ortsgruppen, die vielfältige Angebote zur Gesundheitsförderung in ihren jeweiligen Regionen bereitstellen. Die DVG-Ortsgruppen bieten ein breites Spektrum an Gesundheitsförderungsmaßnahmen, die auf die Bedürfnisse der Menschen vor Ort zugeschnitten sind. Dazu gehören Kurse zu Stressbewältigung, Ernährung und Bewegung, Seelsorgeangebote sowie Gesprächskreise und Selbsthilfegruppen. Neben klassischer Gesundheitsprävention wird auch auf ganzheitliche Gesundheit Wert gelegt, einschließlich psychischer, mentaler, sozialer und spiritueller Gesundheit. Ortsgruppen gibt es unter anderem in Leipzig, Freudenstadt, Mannheim, Freiburg und Karlsruhe.
Weiterhin verweist der DVG auf Gesundheitsdienstleistungen und therapeutisches Fachpersonal wie Physiotherapeuten und Ärzte sowie eigene Gesundheitsberater.

## Organisation

### Einrichtung der Siebenten-Tags-Adventisten
Der DVG ist eine Einrichtung der Freikirche der Siebenten-Tags-Adventisten in Deutschland. Seine Aufgabe besteht darin, das gesunde Leben sowohl der allgemeinen Bevölkerung als auch der eigenen Mitglieder zu fördern. Für Adventisten bedeutet eine gesunde Lebensweise den Verzicht auf Tabak und Alkohol, viel körperliche Aktivität und eine überwiegend pflanzliche Ernährung.
Im Vorstand des Deutschen Vereins für Gesundheitspflege sitzt auch der Präsident der Freikirche der Siebenten-Tags-Adventisten in Deutschland. Neben der Zentralstelle in Ostfildern unterhält der DVG rechtlich unselbstständige Landesstellen, die den jeweiligen Verwaltungsgebieten der adventistischen Körperschaften entsprechen und auf dieser Ebene von Angestellten der Gemeinschaft besetzt werden können. Die Ortsgruppen sind, wo vorhanden, meist mit den lokalen adventistischen Gemeinden verbunden. Dennoch betont der DVG, dass sich diese Gruppen an die Öffentlichkeit richten.

### Interessenverbände
Der Deutsche Verein für Gesundheitspflege ist Mitglied in mehreren überregionalen Organisationen und Interessenverbänden. Dazu gehören:
- Bundesvereinigung Prävention und Gesundheitsförderung[29]
- Deutscher Berufsverband für Pflegeberufe[30]
- Bundeszentrale für Gesundheitliche Aufklärung[31]
- Verband für Unabhängige Gesundheitsberatung
- ProVeg international
- Deutscher Paritätischer Wohlfahrtsverband[32]